# Handball-FDGB-Pokal 1989/90 (Frauen)
Der Handball-FDGB-Pokal der Frauen wurde mit der Saison 1989/90 zum 20. Mal ausgetragen. Es war zugleich die letzte Auflage unter diesem Titel. Noch während des laufenden Wettbewerbs wurde eine Umbenennung in „Pokal“ vorgenommen. Im Finale, welches in Rostock im Rahmen des Endrunden-Turniers der Männer ausgetragen wurde, setzte sich der Meister ASK Vorwärts Frankfurt/O. gegen den SC Magdeburg durch und errang das Double. Magdeburg sicherte sich mit der Finalteilnahme das Startrecht am Europapokal der Pokalsieger.

## Teilnehmende Mannschaften
Für den FDGB-Pokal hatten sich folgende 64 Mannschaften qualifiziert:
| DDR-Oberliga die 10 Vereine der Saison 1989/90 | DDR-Liga die 24 Vereine der Saison 1989/90 | Bezirksvertreter die 25 Vereine aus der Saison 1988/89 (Meister, Pokalsieger bzw. Pokalfinalisten) die 5 DDR-Liga Absteiger der Saison 1988/89 |
| - SC Empor Rostock (TV) - SC Leipzig - ASK Vorwärts Frankfurt/O. - TSC Berlin - SC Magdeburg - BSG Halloren Halle - TSG Wismar - BSG Sachsenring Zwickau - BSG Einheit/Sirokko Neubrandenburg - BSG Union Halle-Neustadt (TV) – Titelverteidiger | Staffel Nord - BSG Lokomotive Rangsdorf - TSC Berlin II - SC Empor Rostock II - BSG EAW Treptow - BSG FIKO Rostock - ASK Vorwärts Frankfurt/O. II - BSG Chemie “W.-P.-St.” Guben - BSG Berliner Verkehrsbetriebe - BSG WGK Frankfurt/O. - BSG Empor Brandenburger Tor - HSG Humboldt-Uni Berlin - BSG Fortschritt Cottbus Staffel Süd - BSG Umformtechnik Erfurt - BSG Motor Mitte Magdeburg - SC Leipzig II - SC Magdeburg II - BSG Blaue Schwerter Meißen - TSG Calbe - ASG Vorwärts Eisenach - BSG Lokomotive Delitzsch - BSG Turbine Leipzig - BSG Motor Hennigsdorf - BSG Traktor Förderstedt - BSG Sachsenring Zwickau II | - Bezirk Rostock BSG Motor Stralsund HSG Wissenschaft Wismar - Bezirk Schwerin BSG Aufbau/Chemie Schwerin BSG Lokomotive Plau BSG Aufbau/Chemie Schwerin II - Bezirk Neubrandenburg BSG Einheit/Sirokko Neubrandenburg II BSG Lokomotive Neustrelitz - Bezirk Potsdam TSV Stahnsdorf - Ost-Berlin BSG Berliner Verkehrsbetriebe II - Bezirk Frankfurt (Oder) BSG Chemie PCK Schwedt BSG Stahl Eisenhüttenstadt BSG Halbleiterwerk Frankfurt/O. - Bezirk Magdeburg SG Lok/Motor Süd-Ost Magdeburg - Bezirk Halle BSG Fortschritt Weißenfels BSG Lokomotive Aschersleben BSG Chemie Wolfen - Bezirk Leipzig BSG Motor Leipzig West BSG Motor Nord Leipzig - Bezirk Cottbus BSG Chemie Weißwasser - Bezirk Dresden BSG Lokomotive Dresden BSG Turbine Dresden - Bezirk Karl-Marx-Stadt BSG Wismut Schneeberg BSG Motor Schönau BSG Chemie Zwickau - Bezirk Erfurt BSG Motor Gispersleben BSG Mikroelektronik Erfurt - Bezirk Gera BSG Lokomotive Saalfeld BSG JENAer Glaswerk Jena - Bezirk Suhl BSG Chemie IW Ilmenau BSG Motor Suhl |

## Modus
Der Pokalwettbewerb wurde wie im Vorjahr von der ersten Hauptrunde bis zum Finale im K.-o.-System durchgeführt. In der ersten Hauptrunde trafen die fünf Absteiger aus der Handball-DDR-Liga der Vorsaison auf fünf nicht zur DDR-Liga aufgestiegenen Bezirksmeistern. Ab der zweiten Hauptrunde kamen die fünf Betriebssportgemeinschaften aus der Handball-DDR-Oberliga, die Mannschaften der Handball-DDR-Liga sowie die restlichen qualifizierten Bezirksvertreter dazu. Die Auslosung erfolgte in beiden Runden nach möglichst territorialen Gesichtspunkten und brachte den Siegern der 1. Hauptrunde in der 2. Hauptrunde einen Heimvorteil. Ab der 3. Hauptrunde wurde dann frei gelost und die fünf Sportclub-Vertretungen aus der Oberliga griffen in das Geschehen ein. Das Finale wurde im Rahmen des Endrunden-Turniers der Männer in Rostock ausgetragen.

## 1. Hauptrunde
| Datum            |                                       | Ergebnis |                            |
| ---------------- | ------------------------------------- | -------- | -------------------------- |
| Sa 16.09., 14:00 | BSG Einheit/Sirokko Neubrandenburg II | [ H1 1 ] | BSG Lokomotive Plau        |
| Sa 16.09., 14:00 | BSG Chemie PCK Schwedt                | 21:12    | BSG Aufbau/Chemie Schwerin |
| Sa 16.09., 14:00 | BSG Fortschritt Weißenfels            | 24:70    | BSG Chemie IW Ilmenau      |
| Sa 16.09., 14:00 | BSG Lokomotive Dresden                | [ H1 2 ] | BSG Wismut Schneeberg      |
| Sa 16.09., 14:00 | BSG Motor Schönau                     | 19:15    | BSG Lokomotive Saalfeld    |

1. ↑  BSG Einheit/Sirokko Neubrandenburg II kam kampflos weiter
2. ↑  BSG Wismut Schneeberg kam kampflos weiter

## 2. Hauptrunde
| Datum            |                                       | Ergebnis |                                 |
| ---------------- | ------------------------------------- | -------- | ------------------------------- |
| Sa 21.10., 14:00 | BSG Mikroelektronik Erfurt            | [ H2 1 ] | ASG Vorwärts Eisenach           |
| Sa 21.10., 14:00 | BSG Motor Suhl                        | 10:28    | BSG Motor Gispersleben          |
| Sa 21.10., 14:00 | BSG JENAer Glaswerk Jena              | 07:37    | BSG Umformtechnik Erfurt        |
| Sa 21.10., 14:00 | BSG Chemie Weißwasser                 | 16:29    | BSG Motor Hennigsdorf           |
| Sa 21.10., 14:00 | BSG Chemie PCK Schwedt                | 15:21    | BSG Chemie “W.-P.-St.” Guben    |
| Sa 21.10., 14:00 | BSG WGK Frankfurt/O.                  | 16:18    | BSG EAW Treptow                 |
| Sa 21.10., 14:00 | BSG Empor Brandenburger Tor           | 19:18    | BSG Fortschritt Cottbus         |
| Sa 21.10., 14:00 | TSC Berlin II                         | 24:11    | HSG Humboldt-Uni Berlin         |
| Sa 21.10., 14:00 | BSG Chemie Wolfen                     | 17:25    | BSG Union Halle-Neustadt        |
| Sa 21.10., 14:00 | BSG Lokomotive Aschersleben           | 21:17    | BSG Traktor Förderstedt         |
| Sa 21.10., 14:00 | BSG Motor Mitte Magdeburg             | 27:24    | SC Magdeburg II                 |
| Sa 21.10., 14:00 | BSG Halloren Halle                    | 27:24    | TSG Calbe                       |
| Sa 21.10., 14:00 | SG Lok/Motor Süd-Ost Magdeburg        | [ H2 2 ] | BSG Lokomotive Delitzsch        |
| Sa 21.10., 14:00 | BSG Motor Schönau                     | 24:35    | SC Leipzig II                   |
| Sa 21.10., 14:00 | BSG Fortschritt Weißenfels            | 23:90    | BSG Sachsenring Zwickau II      |
| Sa 21.10., 14:00 | BSG Motor Leipzig West                | [ H2 3 ] | BSG Sachsenring Zwickau         |
| Sa 21.10., 14:00 | BSG Wismut Schneeberg                 | 22:24    | BSG Turbine Leipzig             |
| Sa 21.10., 14:00 | BSG Chemie Zwickau                    | 16:28    | BSG Blaue Schwerter Meißen      |
| Sa 21.10., 14:00 | BSG Motor Nord Leipzig                | 14:16    | BSG Turbine Dresden             |
| Sa 21.10., 14:00 | BSG Einheit/Sirokko Neubrandenburg    | 17:30    | BSG Berliner Verkehrsbetriebe   |
| Sa 21.10., 14:00 | HSG Wissenschaft Wismar               | 21:30    | TSG Wismar                      |
| Sa 21.10., 14:00 | BSG Aufbau/Chemie Schwerin II         | 20:18    | BSG Motor Stralsund             |
| Sa 21.10., 14:00 | SC Empor Rostock II                   | 24:17    | BSG FIKO Rostock                |
| Sa 21.10., 15:30 | BSG Berliner Verkehrsbetriebe II      | [ H2 4 ] | BSG Halbleiterwerk Frankfurt/O. |
| Sa 21.10., 15:30 | BSG Einheit/Sirokko Neubrandenburg II | [ H2 5 ] | BSG Lokomotive Neustrelitz      |
| Sa 21.10., 16:00 | BSG Lokomotive Rangsdorf              | 20:21    | ASK Vorwärts Frankfurt/O. II    |
| Sa 21.10., 17:30 | TSV Stahnsdorf                        | 16:13    | BSG Stahl Eisenhüttenstadt      |

1. ↑  BSG Mikroelektronik Erfurt kam kampflos weiter
2. ↑  BSG Lokomotive Delitzsch kam kampflos weiter
3. ↑  BSG Sachsenring Zwickau kam kampflos weiter
4. ↑  BSG Berliner Verkehrsbetriebe II kam kampflos weiter
5. ↑  BSG Einheit/Sirokko Neubrandenburg II kam kampflos weiter

## 3. Hauptrunde
| Datum            |                                       | Ergebnis |                                  |
| ---------------- | ------------------------------------- | -------- | -------------------------------- |
| Sa 18.11., 12:30 | TSV Stahnsdorf                        | 10:30    | BSG Sachsenring Zwickau          |
| Sa 18.11., 12:30 | ASK Vorwärts Frankfurt/O. II          | 22:17    | SC Empor Rostock II              |
| Sa 18.11., 14:00 | BSG Motor Gispersleben                | 22:26    | BSG Lokomotive Delitzsch         |
| Sa 18.11., 14:00 | BSG Turbine Leipzig                   | 18:25    | BSG Halloren Halle               |
| Sa 18.11., 14:00 | BSG Einheit/Sirokko Neubrandenburg II | 17:19    | BSG Aufbau/Chemie Schwerin II    |
| Sa 18.11., 14:00 | BSG Chemie “W.-P.-St.” Guben          | 20:30    | SC Magdeburg                     |
| Sa 18.11., 14:00 | SC Leipzig II                         | 25:19    | BSG Lokomotive Aschersleben      |
| Sa 18.11., 14:00 | BSG Union Halle-Neustadt              | 23:90    | BSG Fortschritt Weißenfels       |
| Sa 18.11., 14:00 | BSG Motor Mitte Magdeburg             | [ H3 1 ] | BSG Empor Brandenburger Tor      |
| Sa 18.11., 14:00 | BSG Mikroelektronik Erfurt            | [ H3 2 ] | TSC Berlin                       |
| Sa 18.11., 14:00 | BSG Umformtechnik Erfurt              | 17:33    | SC Leipzig                       |
| Sa 18.11., 14:00 | ASK Vorwärts Frankfurt/O.             | 42:16    | BSG Berliner Verkehrsbetriebe    |
| Sa 18.11., 14:00 | BSG EAW Treptow                       | 21:32    | SC Empor Rostock                 |
| Sa 18.11., 14:00 | BSG Motor Hennigsdorf                 | 24:19    | BSG Berliner Verkehrsbetriebe II |
| Sa 18.11., 14:00 | BSG Blaue Schwerter Meißen            | 19:26    | TSC Berlin II                    |
| Sa 18.11., 14:00 | BSG Turbine Dresden                   | 13:24    | TSG Wismar                       |

1. ↑  BSG Motor Mitte Magdeburg kam kampflos weiter
2. ↑  TSC Berlin kam kampflos weiter

## 4. Hauptrunde
| Datum            |                               | Ergebnis |                              |
| ---------------- | ----------------------------- | -------- | ---------------------------- |
| Sa 16.12., 14:00 | TSC Berlin II                 | 23:19    | BSG Union Halle-Neustadt     |
| Sa 16.12., 14:00 | BSG Lokomotive Delitzsch      | 26:29    | BSG Halloren Halle           |
| Sa 16.12., 14:00 | BSG Aufbau/Chemie Schwerin II | 09:43    | SC Magdeburg                 |
| Sa 16.12., 14:00 | SC Empor Rostock              | 33:20    | BSG Motor Mitte Magdeburg    |
| Sa 16.12., 14:00 | TSG Wismar                    | 19:30    | SC Leipzig                   |
| Sa 16.12., 16:00 | TSC Berlin                    | 22:25    | ASK Vorwärts Frankfurt/O.    |
| Mi 20.12., 17:30 | BSG Sachsenring Zwickau       | 26:13    | ASK Vorwärts Frankfurt/O. II |
| Freilos          | BSG Motor Hennigsdorf         | [ H4 1 ] |                              |

1. ↑  Die BSG Motor Hennigsdorf kam kampflos weiter, da sich der SC Leipzig II vom Spielbetrieb zurück zog.

## 5. Hauptrunde
| Datum            |                           | Ergebnis |                         |
| ---------------- | ------------------------- | -------- | ----------------------- |
| Sa 10.02., 14:00 | BSG Motor Hennigsdorf     | 13:27    | SC Magdeburg            |
| Sa 10.02., 14:00 | SC Leipzig                | 31:13    | BSG Sachsenring Zwickau |
| Sa 10.02., 14:00 | BSG Halloren Halle        | 25:24    | SC Empor Rostock        |
| Freilos          | ASK Vorwärts Frankfurt/O. | [ H5 1 ] |                         |

1. ↑  Der ASK Vorwärts Frankfurt/O. kam kampflos weiter, da sich der TSC Berlin II vom Pokalwettbewerb zurück zog.

## 6. Hauptrunde
| Datum            |                    | Ergebnis |                           |
| ---------------- | ------------------ | -------- | ------------------------- |
| Sa 12.05., 14:00 | SC Magdeburg       | 23:22    | SC Leipzig                |
| Sa 12.05., 16:00 | BSG Halloren Halle | 15:28    | ASK Vorwärts Frankfurt/O. |

## Finale
Das Finale wurde im Rahmen (4. Spieltag) des Endrunden-Turniers der Männer in der Rostocker Sport- und Kongresshalle ausgetragen.
| Datum            |                           | Ergebnis |              | Spielort |
| ---------------- | ------------------------- | -------- | ------------ | -------- |
| Sa 16.06., 15:45 | ASK Vorwärts Frankfurt/O. | 28:19    | SC Magdeburg | Rostock  |

 FDGB-Pokalsieger